# Patrimoni dell'umanità della Slovacchia
I patrimoni dell'umanità della Slovacchia sono i siti dichiarati dall'UNESCO come patrimonio dell'umanità in Slovacchia, la quale è divenuta parte contraente della Convenzione sul patrimonio dell'umanità il 31 marzo 1993, come stato successore della Cecoslovacchia.
Al 2021 i siti iscritti nella Lista dei patrimoni dell'umanità sono otto, mentre dodici sono le candidature per nuove iscrizioni. I primi tre siti furono iscritti nella lista nel 1993, durante la diciassettesima sessione del comitato del patrimonio mondiale: la Città storica di Banská Štiavnica ed i monumenti tecnici nelle sue vicinanze, Levoča, Spišský Hrad e i monumenti culturali associati (ampliato nel 2009) e Vlkolínec. Gli altri siti furono aggiunti nel 1995, 2000, 2007, 2008 e 2021. Sei siti sono considerati culturali, secondo i criteri di selezione, e due naturali; tre sono parte di siti transnazionali.

## Siti del Patrimonio mondiale
| Foto | Sito                                                                         | Luogo | Tipo                          | Anno                  | Descrizione |
| ---- | ---------------------------------------------------------------------------- | --- | ----------------------------- | --------------------- | --- |
|      | Città storica di Banská Štiavnica ed i monumenti tecnici nelle sue vicinanze | Banská Štiavnica | Culturale (618; iv, v)        | 1993                  | Nel corso dei secoli, la città di Banská Štiavnica è stata visitata da molti ingegneri e scienziati eccezionali che hanno contribuito alla sua fama. L'antico centro minerario medievale si è sviluppato in una città con palazzi rinascimentali, chiese del XVI secolo, eleganti piazze e castelli. Il centro urbano si fonde con il paesaggio circostante, che contiene resti vitali delle attività minerarie e metallurgiche del passato. |
|      | Vlkolínec                                                                    | Vlkolínec | Culturale (622; iv, v)        | 1993                  | Vlkolínec, situata nel centro della Slovacchia, è un insediamento straordinariamente intatto di 45 edifici con le caratteristiche tradizionali di un villaggio dell'Europa centrale. È il gruppo più completo della regione di questo tipo di case tradizionali in legno, spesso presenti nelle zone montuose. |
|      | Levoča, Spišský Hrad e i monumenti culturali associati                       | Levoča, Žehra | Culturale (620; iv)           | 1993-2009             | Spišský Hrad ha uno dei più grandi complessi di edifici militari, politici e religiosi del XIII e XIV secolo nell'Europa orientale e la sua architettura romanica e gotica è rimasta notevolmente intatta. Il sito esteso presenta l'aggiunta del centro storico della città di Levoča fondato nel XIII e XIV secolo all'interno di fortificazioni. La maggior parte del sito è stata preservata e comprende la chiesa di San Giacomo del XIV secolo con i suoi dieci altari del XV e XVI secolo, una notevole collezione di opere policrome in stile tardo gotico, tra cui un altare alto 18,6 metri completata intorno al 1510 del maestro Pavol di Levoča. |
|      | Grotte del Carso di Aggtelek e del Carso slovacco                            | Distretto di Rožňava, Distretto di Spišská Nová Ves (altri 4 sono in Ungheria) | Naturale (725; viii)          | 1995-2000             | La varietà delle formazioni e il fatto che siano concentrate in un'area ristretta fa sì che le 712 grotte attualmente individuate costituiscano un tipico sistema carsico di zona temperata. Poiché mostrano una combinazione estremamente rara di effetti climatici tropicali e glaciali, consentono di studiare la storia geologica per decine di milioni di anni. La parte slovacca del sito comprende tre componenti: l'area dei dintorni di Silica e Jasov, l'altopiano di Koniar (che include la grotta d'aragonite di Ochtiná) e la grotta ghiacciata di Dobšiná (aggiunta nel 2000). |
|      | Riserva di conservazione della città di Bardejov                             | Bardejov | Culturale (973; iii, iv)      | 2000                  | Bardejov è un piccolo ma eccezionalmente completo e ben conservato esempio di città medievale fortificata, che caratterizza l'urbanizzazione di questa regione. Tra le altre caratteristiche notevoli, contiene anche un piccolo quartiere ebraico attorno a una bella sinagoga del XVIII secolo. |
|      | Antiche faggete primordiali dei Carpazi e di altre regioni d'Europa          | Regione di Prešov (altri 89 sono in Albania, Austria, Belgio, Bosnia ed Erzegovina, Bulgaria, Croazia, Francia, Germania, Italia, Macedonia del Nord, Polonia, Rep. Ceca, Romania, Slovenia, Spagna, Svizzera e Ucraina) | Naturale (1133; ix)           | 2007(-2011-2017)-2021 | Questa proprietà transnazionale comprende 94 componenti in 18 paesi. Dalla fine dell'ultima era glaciale, il faggio europeo si è diffuso da poche aree di rifugio isolate nelle Alpi, Carpazi, Dinaridi, Mediterraneo e Pirenei in un breve periodo di poche migliaia di anni in un processo tuttora in corso. L'espansione di successo in un intero continente è legata all'adattabilità e alla tolleranza dell'albero alle diverse condizioni climatiche, geografiche e fisiche. In Slovacchia la serie comprende cinque foreste, situate in diverse aree protette della Regione di Prešov, lungo la dorsale dei Carpazi: quattro si trovano nel Parco nazionale Poloniny e una, la faggeta Kyjovský prales, sui Monti Vihorlat. |
|      | Chiese in legno della parte slovacca della regione montuosa dei Carpazi      | Regione di Banská Bystrica, Regione di Košice, Regione di Prešov, Regione di Žilina | Culturale (1273; iii, iv)     | 2008                  | Le chiese di legno iscritte nella Lista del Patrimonio Mondiale sono composte da due chiese cattoliche, tre protestanti e tre greco-ortodosse costruite tra il XVI e il XVIII secolo. La proprietà presenta buoni esempi di una ricca tradizione locale di architettura religiosa, segnata dall'incontro delle culture latina e bizantina. Gli edifici presentano alcune variazioni tipologiche nelle planimetrie, negli spazi interni e nell'aspetto esterno dovute alle rispettive pratiche religiose. Testimoniano l'evoluzione delle principali tendenze architettoniche e artistiche durante il periodo di costruzione e la loro interpretazione e adattamento a uno specifico contesto geografico e culturale. Gli interni sono decorati con dipinti sulle pareti e sui soffitti e altre opere d'arte che arricchiscono il significato culturale delle proprietà. |
|      | Frontiere dell'Impero romano - Limes danubiano (sezione occidentale)         | Rusovce, Iža (altri 71 si trovano in Austria e Germania) | Culturale (1608; ii, iii, iv) | 2021                  | Copre quasi 600 km dell'intera frontiera del Danubio dell'Impero romano. La proprietà faceva parte della vastissima frontiera dell'Impero romano che circondava il Mar Mediterraneo. Il Limes danubiano (segmento occidentale) riflette le specificità di questa parte della frontiera romana attraverso la selezione di siti che rappresentano elementi chiave come tratti di strada, fortezze legionarie e i loro insediamenti associati a piccoli forti e accampamenti temporanei, e il modo in cui queste strutture si relazionano con la topografia. Le componenti slovacche della serie sono 6. |

## Siti candidati
| Foto | Sito | Luogo                                                      | Tipo                              | Anno       | Descrizione |
| ---- | --- | ---------------------------------------------------------- | --------------------------------- | ---------- | --- |
|      | Chiese di Gemer e Abov con le pitture murali medievali                                                                     | Regione di Banská Bystrica, Regione di Košice              | Culturale (580; iv)               | 01/10/1995 | Raccolta delle dieci più importanti piccole chiese feudali nella tipica regione della Slovacchia meridionale. Ci sono dipinti murali ben conservati del XIV e XV secolo realizzati da pittori vaganti italiani della scuola di Giotto. Anche l'influenza successiva di questi autori come esempio del contatto diretto con il principale centro culturale del periodo gotico floreale è molto tipica per questi pittoreschi edifici. |
|      | Regione vinicola del Tokaj                                                                                                 | Regione di Košice                                          | Culturale (1684; ii, iii, v)      | 06/02/2002 | La regione vinicola del Tokaji è una testimonianza di una cultura dell'uso del suolo unica che esiste da secoli e anche delle tradizioni culturali correlate. La secolare esperienza della coltivazione dell'uva e della viticoltura si è evoluta grazie alle condizioni geografiche, geologiche, geomorfologiche, idrologiche e climatiche uniche della regione vinicola del Tokaj. La storia della regione vinicola di Tokaj risale alla preistoria. La prima apparizione archeologica di questa tradizione è un coltello da vino vecchio di 17 secoli, trovato nel sito archeologico di Alamenev a Nižná Myšľa. Il più antico è l'insediamento di Viničky, datato 3-5.000 a.C. L'ambiente culturalmente ricco della regione vinicola del Tokaj è stato creato e preservato dall'azione coordinata dell'uomo e in risposta all'ambiente naturale. |
|      | Prati originali - Siti di pascolo della Slovacchia                                                                         |                                                            | Culturale (1685; v)               | 11/02/2002 | La candidatura è rappresentata da un insieme di siti sul territorio della Slovacchia che dimostrano un metodo tradizionale di attività economiche basato sulle condizioni naturali nella regione. Nel complesso, queste aree rappresentano un'immagine unica del paesaggio formato dalle attività umane. I territori presentano esempi della categoria di paesaggio sviluppato organicamente in tre sottocategorie: paesaggio vinicolo, paesaggio prativo e paesaggio minerario antico. La località come complesso rende possibile una chiara presentazione dell'impatto delle condizioni climatico-naturali ed economico-sociali sullo sviluppo della popolazione, sul modo di abitare e sull'agricoltura. |
|      | Memoriale di Chatám Sófer                                                                                                  | Bratislava                                                 | Culturale (1731; iv, v, vi)       | 12/06/2002 | Durante la seconda guerra mondiale, con il dilagare dell'antisemitismo, fu un puro miracolo che l'allora comunità religiosa ebraica riuscì a far rispettare al governo la parte del cimitero ebraico con la tomba di Chatám Sófer e le tombe di altri importanti rabbini e rappresentanti della comunità religiosa ebraica. Altre tombe furono riesumate e collocate nella fossa comune del cimitero ortodosso insieme alle lapidi, ma le tombe rabbiniche furono salvate e furono preservate senza alcun danno. Per custodirle fu costruita una cripta che è passata sotto il livello della strada, dando origine al cosiddetto Mausoleo di Chatam Sófer. Ci sono 23 tombe con le lapidi nella loro posizione originale nel mausoleo, insieme a 41 lapidi aggiunte in seguito, tra cui ci sono ad esempio quelle di Moše Schreiber, Chatám Sófer, Morldechaj Mochiach, Moše Lewow Lemberger, Moše Charif, Akiba Iger il vecchio, Isak Halevi Landau-Dukla, Meir Barby, Mešulam Eger e altri. |
|      | Sistema di fortificazioni alla confluenza dei fiumi Danubio e Váh a Komárno - Komárom                                      | Komárno (Komárom si trova in Ungheria)                     | Culturale (1733; i, ii, iv, v)    | 12/06/2002 | L'area delle "città gemelle" di Komárom e Komárno situata sulle sponde del Danubio, alla confluenza col fiume Váh, fin dall'antichità è stata un importante punto di passaggio. Le fortezze e le città romane Brigetio e Celamantia sul Limes romano pannonico furono fiorenti e attive tra il I e il IV secolo d.C. A partire dal X secolo, la città si sviluppò e la sua famosa Fortezza Vecchia - rafforzata dopo l'invasione mongola nel 1424 - divenne un importante elemento difensivo a protezione del crocevia militare e commerciale sul fiume. Nel corso dei secoli il sistema difensivo è stato più volte rinnovato fino alla sistemazione definitiva completata nel 1890, poco prima che perdesse la sua importanza. La parte slovacca del sito comprende tre componenti: la fortezza centrale (cittadella), con la Fortezza Vecchia e la Fortezza Nuova, la Linea Palatina e la Linea Váh.                                                                                       |
|      | Il concetto del nucleo urbano storico lenticolare della città di Košice                                                    | Košice                                                     | Culturale (1734; ii, iv, v)       | 12/06/2002 | Oltre alla singolare organizzazione urbanistica, tipica solo della regione della Slovacchia orientale, il nucleo storico della città conserva un prezioso insieme compatto di edifici, alcuni di origine medievale. L'abitato è cresciuto all'incrocio delle strade mercantili a lunga percorrenza, che collegano l'Europa orientale con l'Europa occidentale e il Baltico con il Mar Nero. Il concetto della sua eccezionale pianta è il più antico, il più grande e il meglio conservato tra le città della Slovacchia orientale. Chiaramente leggibile, la rete viaria è basata sulle tre strade principali, disposte in direzione Nord-Sud. Quella di mezzo si allarga progressivamente a forma di lente e nella sua parte più ampia, all'incrocio con la via da Est, fu costruita la chiesa parrocchiale, poi sostituita dalla Cattedrale di Sant'Elisabetta. |
|      | Riserve naturali dei Monti Tatra                                                                                           | Regione di Prešov, Regione di Žilina                       | Naturale (1737; vii, viii, ix, x) | 12/06/2002 | Il sito coincide con il territorio dei Tatra, le montagne meno elevate attualmente coperte dal ghiaccio in Europa e anche nella zona temperata dell'emisfero boreale. I Tatra fanno parte dei Carpazi occidentali e si trovano sul territorio di due stati: la Slovacchia e la Polonia. La concentrazione di elementi glaciali è una caratteristica specifica della catena. Tutti i laghi glaciali dei Tatra si trovano in riserve naturali con il più alto livello di protezione e appartengono a due parchi nazionali: il Parco nazionale del Tatra nella Repubblica slovacca e il Parco nazionale dei Tatra in Polonia. Allo stesso tempo, sono parte integrante della Riserva della biosfera internazionale dei Tatra. |
|      | Valli carsiche della Slovacchia                                                                                            | Regione di Košice                                          | Naturale (1738; viii, ix, x)      | 12/06/2002 | La candidatura è costituita da una serie di fenomeni carsici nelle riserve naturali sul territorio della Slovacchia. Le località scelte in un campione rappresentativo hanno le seguenti caratteristiche: basso impatto antropico ed ecosistemi naturali ben conservati, alto grado di stabilità ecologica e alta biodiversità di flora e fauna, comunità relitte ben conservate di flora e fauna, alta abbondanza di specie rare e in via di estinzione di flora e fauna in territori ristretti. Le aree carsiche selezionate rappresentano le fasi principali dello sviluppo geologico e geomorfologico del territorio nel periodo dal tardo terziario al quaternario. |
|      | Paesaggio naturale e culturale della regione del Danubio                                                                   | Regione di Bratislava, Regione di Nitra, Regione di Trnava | Misto (1739)                      | 12/06/2002 | Le condizioni naturali molto adatte della pianura alluvionale del Danubio hanno determinato l'insediamento di vari gruppi etnici in diversi periodi di tempo. Sono stati trovati molti frammenti ben conservati in varie forme, da strutture archeologiche di epoca preistorica fino a monumenti materiali del processo di creazione di città durato centinaia di anni, con aree di miglioramenti della gestione agricola e forestale del paesaggio naturale (monumenti archeologici, elementi architettonici della città e elementi storico-culturali architettonici del villaggio, elementi seminaturali e storico-culturali - elementi agricoli, di gestione forestale e ornamentali-orticoli). |
|      | Flora micologica dei Monti Bukovec                                                                                         | Regione di Prešov                                          | Naturale (1740; x)                | 12/06/2002 | Il sito rappresenta i biotopi delle colline Bukovec con un focus su una rara varietà di specie che appartengono nella maggioranza dei casi a funghi macroscopici. I biotopi dell'area sopra delimitata comprendono su una superficie di oltre 700 km² faggete miste ad abeti, boschi di aceri misti a faggi, brughiere, popolamenti ripariali, faggete golenali, aree prative, pianure alluvionali, boschi di querce miste a faggi, pascoli con enclave, comunità di piante di muschio e brughiera, foreste primordiali e quercete termofilliche. Il sito proposto comprende in particolare quattro riserve naturali: Udava, Rožok, Bahno e Stužica. |
|      | Geyser di Herľany | Herľany                                                    | Naturale (1741; vii)              | 12/06/2002 | Il sito rappresenta un tipo specifico di geyser, che si differenzia da quelli tipici per la sua posizione in una montagna vulcanica ora inattiva, per la sua attivazione artificiale attraverso un pozzo profondo 404,5 metri e la sua acqua termale a bassa temperatura. Il sito è situato vicino al villaggio di Herl'any, nella parte centrale del bacino di Košice, sul versante occidentale dei Monti di Slanec, che sono una componente del territorio neogenico vulcanico dell'arco dei Carpazi. |
|      | Siti della Grande Moravia: insediamento fortificato slavo di Mikulčice - Chiesa di Santa Margherita di Antiochia a Kopčany | Kopčany (Mikulčice si trova in Rep. Ceca)                  | Culturale (5093; iii, iv, v, vi)  | 30/01/2007 | La chiesa di Santa Margherita di Antiochia a Kopčany con il sito archeologico del cimitero vicino alla chiesa e dell'ante-navata (nartece) fa parte dell'insediamento fortificato slavo di Mikulčice, che è il monumento inamovibile più conservato dello stato slavo alto-medievale chiamato Grande Moravia. Il territorio si estende ai giorni nostri oltre i confini delle Repubbliche Ceca e Slovacca. L'insediamento fortificato, il suo sito sotterraneo e una parte importante del pre-sito si estendono lungo il letto del fiume Morava nell'odierno territorio catastale di Mikulčice nella Repubblica Ceca. |